# Fotolitografia

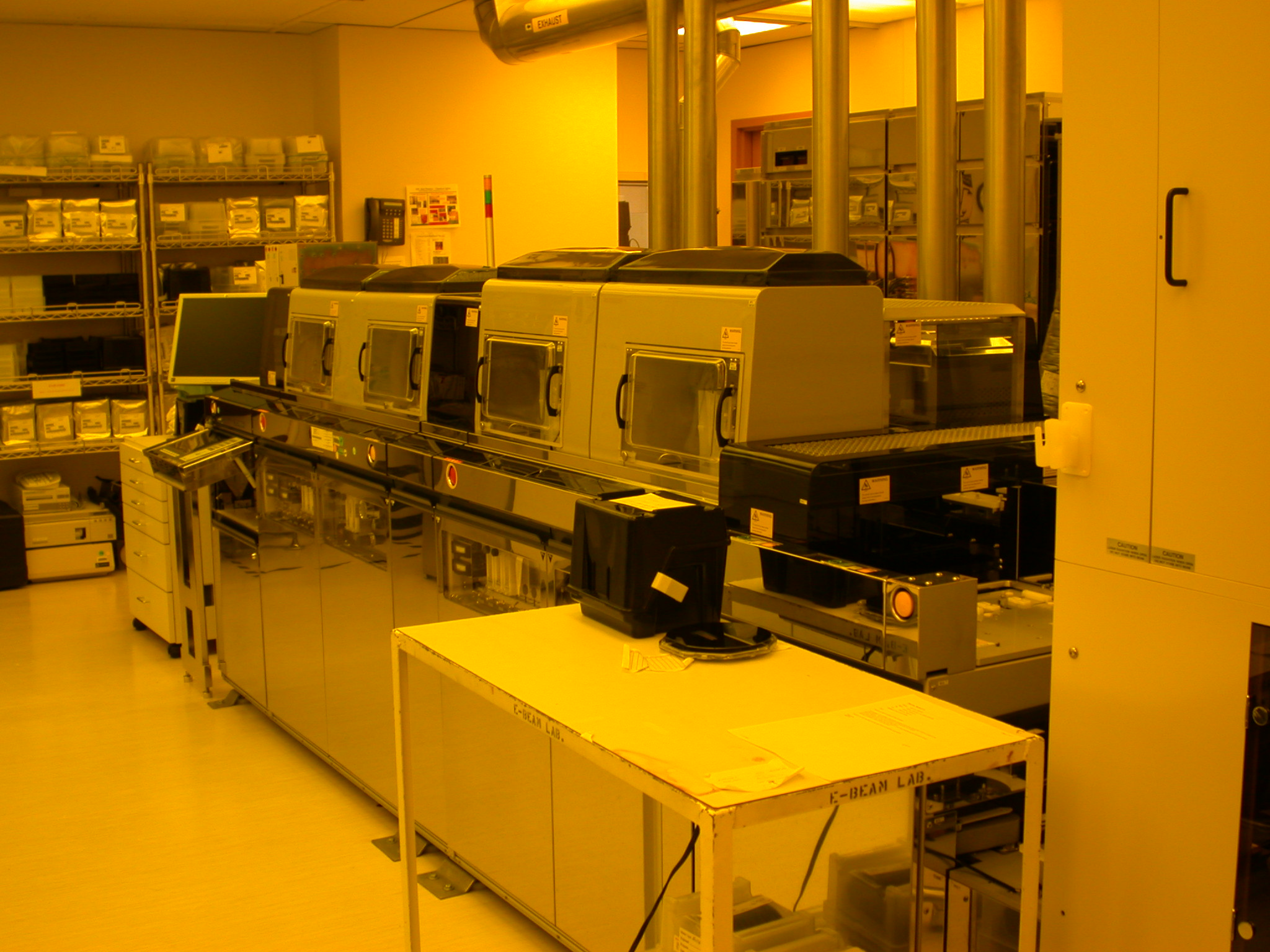
Parte do wafertrack usado para ser iluminada com luz de 365 nm (ultravioleta).

Fotolitografia é uma técnica utilizada na confecção de circuitos integrados.
Através dessa técnica o circuito é desenhado, fotografado e reduzido a um negativo com o tamanho final requerido. Esse negativo é conhecido por fotomáscara. Em seguida, a luz atravessa a fotomáscara sobre uma lâmina de material semicondutor revestida com um material foto-resistente.
Ao atingir esse material, sua composição se modifica. Depois, o material foto-resistente não atingido pela luz é retirado. Ao final, o material semicondutor é exposto a uma solução de gravação química que marca a superfície não protegida pelo material foto-resistente, criando o molde do circuito desejado da lâmina.